# ユーリー・ソローミン
ユーリー・メフォディエヴィチ・ソローミン（ロシア語: Ю́рий Мефо́диевич Соло́мин、1935年7月18日 - 2024年1月11日）は、ソビエト連邦・ロシアの俳優。
チタ出身。1988年から、モスクワのマールイ劇場の芸術監督。1990年から1991年までロシア・ソビエト連邦社会主義共和国の文化相。ソ連人民芸術家、旭日中綬章も受賞した。
弟のヴィタリー・ソローミン（1941年-2002年）もまた著名な俳優であった。

## 来歴
マールイ劇場付属の演劇学校に学び、1957年からその一座に加わる。イーゴリ・イリインスキー制作の『検察官』（1966年）でカチャーロフ役、『皇帝ヒョードル・イワノビッチ』（1976年）で皇帝ヒョードル役、テレビシリーズ『TASS Is Authorized to Declare…』でスラヴィン役、『Nicholas II in Az Vosdam』、自らの制作『Wit Works Woe』（2000年）でファムソフ役を演じるなどして絶賛され、数々の賞を受賞した。
ソビエト関連の映画で官僚役を演じることが多く、黒澤明の『デルス・ウザーラ』（1975年）、セルゲイ・ソロビヨフと西村潔の『白夜の調べ』（1978年）、佐藤純彌の『おろしや国酔夢譚』（1992年）にも出演した。

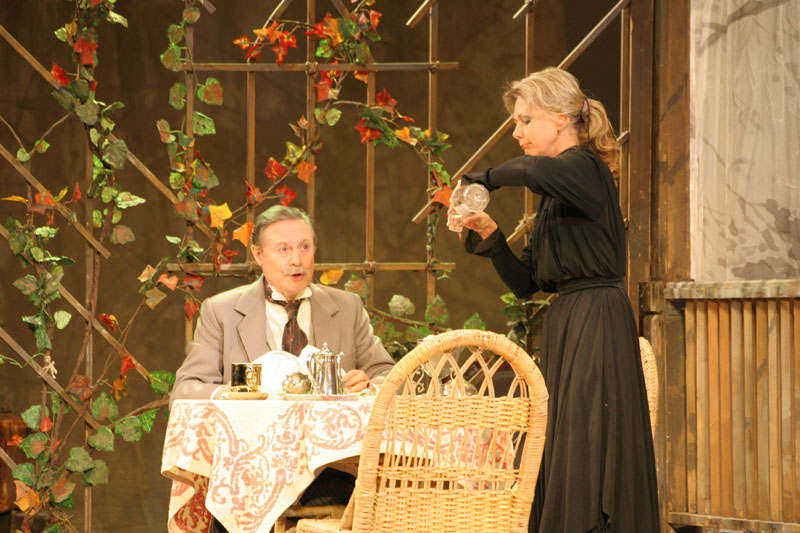
マールイ劇場の演劇公演『Seagull』で演じるソローミン（2008年）

1990年から1992年までミハイル・ゴルバチョフ大統領、後任のボリス・エリツィン大統領から任命され、文化相を兼任し、1990年2月にはマールイ劇場の芸術監督として日本での演劇公演を初めて実現させ、文化相を辞任した以降の1993年、また2002年、2004年の公演も成功させている。
2011年2月には、日露の文化交流に貢献したとして旭日中綬章を受章。
2014年3月11日には、ウクライナやクリミア自治共和国に対するロシアの政策を支持する声明に署名した（そのすぐあとの3月17日、クリミア議会は住民投票でロシアへの編入を求める決議を行った）。
その後の2015年12月のインタビューでも新しいクリミア共和国のロシア編入政策を強く支持。
2023年11月に脳卒中を患い、入院。退院したが、間もなく2024年1月11日に死去。88歳没。

## 主な出演作品
- （英語） A Mother's Heart (1965)
- （英語） Strong with Spirit (1967)
- （英語） The Adjutant of His Excellency (1969)
- SOS北極... 赤いテント (1969)
- （英語）Dauria (1971)
- デルス・ウザーラ (1975)[2]
- 白夜の調べ (1978)
- （英語） TASS Is Authorized to Declare… (1984)
- （英語） Sofia Kovalevskaya (1985)
- （英語）  Anna Karamazoff (1991)
- おろしや国酔夢譚 (1992)